# René Gilson
René Gilson, né le 8 septembre 1921 à Arras (Pas-de-Calais) et mort le 6 juin 2018 à Lens (Pas-de-Calais), est un critique de cinéma et réalisateur français.

## Biographie
René Gilson passe son enfance et adolescence dans le bassin minier de Lens.
Il suit des études universitaires de littérature et de philosophie à la faculté des lettres de Lille et à l'école normale supérieure de Saint-Cloud.
Il est professeur de français au lycée de Lens, puis nommé à Paris jusqu'en 1969. Il collabore à la revue Cinéma dans les années 1950 et 1960. Il crée et anime le ciné-club de Lens, et devient secrétaire général de la Fédération française des ciné-clubs sous la présidence de Jacques Becker, avant de passer à la création cinématographique en janvier 1970.
En 1966, il interprète l'un des rôles principaux de Le Père Noël a les yeux bleus de Jean Eustache.
En 1990, Gérard Courant le filme pour son anthologie cinématographique Cinématon (numéro 1247 de la collection).
René Gilson a été membre du PCF de 1972 à 1977 et a donné des cours de cinéma à l'université Paris III - Sorbonne Nouvelle (Censier).

## Filmographie

### Longs métrages
- 1970 : L'Escadron Volapük
- 1972 : On n'arrête pas le printemps
- 1975 : La Brigade
- 1976 : Juliette et l'air du temps
- 1980 : Ma blonde, entends-tu dans la ville ?
- 1988 : Un été à Paris

### Courts métrages
- 1983 : Et laisser aux infâmes la victoire
- 1984 : Variations sur "L'Internationale" et autres chansons (documentaire France3)
- 1985 : Pour que Jeanne et Pierre

## Publications
- Jean Cocteau cinéaste,  Seghers, coll. « Cinéma d'aujourd'hui », 1964 ; rééd. : Lherminier, Éditions des Quatre-Vents, 1988 ; traduit aux États-Unis
- Des mots et merveilles : Jacques Prévert, Belfond, 1990